# Bimini Bon Boulash
Tommy Hibbitts, plus connu.e sous le nom de scène Bimini Bon Boulash ou plus simplement Bimini, est une drag queen britannique, principalement connue pour sa participation à la deuxième saison de RuPaul's Drag Race UK.

## Jeunesse
Tommy Hibbitts naît le 12 mai 1993 à Great Yarmouth, dans le comté de Norfolk, en Angleterre, et grandit à Norwich.

## Carrière
Bimini Bon Boulash découvre le transformisme en 2017 et commence sa carrière de drag queen à temps plein à Londres en 2019. Son esthétique est inspirée par Alexander McQueen, Vivienne Westwood, Iris van Herpen, John Galliano et Pamela Anderson. Le nom de scène Bimini Bon Boulash lui vient de Bimini, le prénom que sa mère lui aurait donné si elle avait eu une fille, et de Bonnie Boulash, le nom de son premier chat.
Le 16 décembre 2020, Bimini Bon Boulash est annoncée comme l'une des douze candidates de la deuxième saison de RuPaul's Drag Race UK, où elle se place seconde avec Tayce face à Lawrence Chaney.
En février 2021, Bimini participe en tant que mannequin à la Fashion Week de Londres pour le défilé de la collection automne-hiver 2021 de Art School London.
Le 3 juin 2021, Bimini sort son premier single God Save This Queen et le clip vidéo correspondant,.
En novembre 2021, Bimini reçoit le GAY TIMES Honour for Drag Hero à Londres et apparaît sur la couverture GAY TIMES Honours du magazine GAY TIMES.

## Vie privée
Tommy Hibbitts réside dans l'est de Londres, en Angleterre et est non-binaire.
Avant de commencer sa carrière dans le transformisme, Tommy Hibbitts étudie le journalisme au London College of Communication.

## Filmographie

### Télévision
| Année | Titre                 | Rôle      | Notes                                                    | Ref.  |
| ----- | --------------------- | --------- | -------------------------------------------------------- | ----- |
| 2021  | RuPaul's Drag Race UK | Elle-même | Saison 2 de RuPaul's Drag Race UK – Concurrente, seconde | [ 2 ] |

### Clips vidéo
| Année | Titre                                                       | Artiste            | Ref.   |
| ----- | ----------------------------------------------------------- | ------------------ | ------ |
| 2021  | "Baby (UK Drag Queen Takeover)"                             | Madison Beer       | [ 9 ]  |
| 2021  | "My Head & My Heart (Bimini Bon Boulash Performance Video)" | Ava Max            | [ 10 ] |
| 2021  | "My House"                                                  | Jodie Harsh        | [ 11 ] |
| 2021  | "Rasputin"                                                  | Majestic x Boney M | [ 12 ] |
| 2021  | "Confetti"                                                  | Little Mix         | [ 13 ] |
| 2021  | "God Save This Queen"                                       | Bimini             | [ 14 ] |

## Discographie
| Année | Titre                                 | Artiste                                             | Album  | Ref.   |
| ----- | ------------------------------------- | --------------------------------------------------- | ------ | ------ |
| 2021  | "Rats: The Rusical"                   | The Cast of RuPaul's Drag Race UK, Season 2         | Single | [ 15 ] |
| 2021  | "UK Hun? (United Kingdolls Version)"  | The Cast of RuPaul's Drag Race UK, Season 2         | Single | [ 16 ] |
| 2021  | "A Little Bit of Love (Cast Version)" | RuPaul, The Cast of RuPaul's Drag Race UK, Season 2 | Single | [ 17 ] |
| 2021  | "God Save This Queen"                 | Bimini                                              | Single | [ 5 ]  |